# Dommartin-aux-Bois
Dommartin-aux-Bois è un comune francese di 419 abitanti situato nel dipartimento dei Vosgi nella regione del Grand Est.

## Storia

### Simboli
Lo stemma è stato adottato dal comune l'8 febbraio 2019.
Il mantello rosso rappresenta quello che san Martino, patrono del comune, tagliò per donarne una metà ad un povero.
I quattro frutti del faggio simboleggiano le foreste dei dintorni e le quattro frazioni che formano il comune: Dommartin-aux-Bois, Barbonfoing, Agémont e Adoncourt. Le susine rappresentano i frutteti della zona. Il filetto ondato rappresenta il torrente La Gitte; il ponte ferroviario raffigurato è quello che si trova lungo la linea che collega Épinal - Darnieulles a Jussey.

## Società

### Evoluzione demografica
Abitanti censiti